# Wytwórnia Filmów Kalina
Wytwórnia Filmów Kalina lub inaczej Wfkalina to dom produkcyjny z Gdańska. W swoim dorobku ma kilkaset projektów filmowych: od małych internetowych wideo po wysokobudżetowe reklamy telewizyjne. Największą produkcją w dorobku wytwórni jest film fabularny Dla ciebie i ognia (2008). Został on wprowadzony do ogólnopolskiej dystrybucji DVD w roku 2009 oraz był wyświetlany w Canal+ Premium w roku 2010. 
Wytwórnia została założona w 1997 roku przez Mateusza Jemioła oraz Tomasza Zasadę. W 2010 roku została oficjalnie zarejestrowana pod nazwą Wytwórnia Filmów Kalina s.c.
Filmy i scenariusze realizowane przez Wytwórnia Filmów Kalina otrzymały wiele nagród i wyróżnień. Najważniejsze z nich to:
- Wyróżnienie na 33 Festiwalu Polskich Filmów Fabularnych w konkursie kina niezależnego za film Dla ciebie i ognia.
- Nagroda im. Jana Machulskiego w kategorii "Najlepszy polski film niezależny 2008" –  za film Dla ciebie i ognia
- Nagroda specjalna HBO w konkursie Hartley-Merrill 2010 za scenariusz do filmu fabularnego "Mem"
- Finał konkursu Script Pro 2011 za scenariusz do filmu fabularnego "Licho"
- Nagroda Kampanii Społecznej Roku 2013 w kategorii "Kampanie 1%" dla spotu "Ta reklama jest zrobiona dla pieniędzy"